# Seznam členů zastupitelstva Královéhradeckého kraje (2024–2028)
Seznam krajských zastupitelů v Královéhradeckém kraji  v 7. volebním období (2024–2028)
Po volbách v září 2024 byly do královéhradeckého zastupitelstva zvoleny následující subjekty:
- ANO 2011 – 34,54 % hlasů; 18 mandátů
- SILNÍ LÍDŘI pro kraj (ODS, KDU-ČSL a VČ) – 26,66 % hlasů; 13 mandátů
- Čtyřkoalice (STAN, TOP 09, HDK a LES) – 12,15 % hlasů; 6 mandátů
- Hlas samospráv Královéhradeckého kraje (SOCDEM, SpoK a RH) – 7,05 % hlasů; 3 mandáty
- Koalice SPD, Trikolora, PRO a Svobodní – 6,42 % hlasů; 3 mandáty
- Stačilo! (KSČM a ČSNS) – 5,17 % hlasů; 2 mandáty

## Seznam zastupitelů
| Jméno, příjmení a tituly                | Zvolen(a) za                   | Stranická příslušnost | Funkce                                                                                    | Poznámka |
| --------------------------------------- | ------------------------------ | --------------------- | ----------------------------------------------------------------------------------------- | -------- |
| Mgr. Ivan Adamec                        | SILNÍ LÍDŘI pro kraj           | ODS                   |                                                                                           |          |
| Mgr. Jan Balcar, Ph.D.                  | Čtyřkoalice                    | LES                   |                                                                                           |          |
| Ing. Pavel Bartoš, Ph.D.                | Čtyřkoalice                    | STAN                  |                                                                                           |          |
| MVDr. Pavel Bělobrádek, Ph.D., MPA      | SILNÍ LÍDŘI pro kraj           | KDU-ČSL               | Předseda Kontrolního výboru                                                               |          |
| Mgr. Martina Berdychová                 | SILNÍ LÍDŘI pro kraj           | VČ                    |                                                                                           |          |
| Mgr. Jana Berkovcová                    | ANO 2011                       | ANO 2011              | Náměstkyně hejtmana pro školství a sport                                                  |          |
| Jan Birke                               | Hlas samospráv KHK             | SOCDEM                |                                                                                           |          |
| Bc. Jan Borůvka                         | ANO 2011                       | ANO 2011              | Předseda Výboru pro kulturu a památkovou péči                                             |          |
| Ing. Ladislav Brykner                   | SILNÍ LÍDŘI pro kraj           | ODS                   |                                                                                           |          |
| JUDr. Ing. Rudolf Cogan, Ph.D.          | Čtyřkoalice                    | STAN                  |                                                                                           |          |
| brig. gen. v. v. Mgr. Martin Červíček   | SILNÍ LÍDŘI pro kraj           | ODS                   |                                                                                           |          |
| Ing. Jan Čtvrtečka                      | Hlas samospráv KHK             | SOCDEM                | Předseda Výboru pro cestovní ruch a mezinárodní spolupráci                                |          |
| Ing. Jaromír Dědeček                    | ANO 2011                       | ANO 2011              | Radní kraje pro finance                                                                   |          |
| Mgr. Jana Drejslová                     | SILNÍ LÍDŘI pro kraj           | ODS                   |                                                                                           |          |
| Mgr. Lukáš Fiedler                      | ANO 2011                       | ANO 2011              | Předseda Výboru pro hospodářství, rozvoj a pracovní příležitosti                          |          |
| Mgr. Petr Hamáček                       | SILNÍ LÍDŘI pro kraj           | KDU-ČSL               |                                                                                           |          |
| Mgr. Bc. Matěj Ondřej Havel, Ph.D.      | Čtyřkoalice                    | TOP 09                |                                                                                           |          |
| MUDr. Miroslav Havrda                   | SPD, Trikolora, PRO a Svobodní | Svobodní              | Předseda Výboru pro sport, tělovýchovu a volnočasové aktivity                             |          |
| Ing. Jan Helbich                        | ANO 2011                       | ANO 2011              |                                                                                           |          |
| Matěj Hlavatý                           | Čtyřkoalice                    | STAN                  |                                                                                           |          |
| Jana Hůlková, DiS.                      | ANO 2011                       | ANO 2011              | Náměstkyně hejtmana pro sociální věci                                                     |          |
| Ing. Jan Jarolím                        | ANO 2011                       | ANO 2011              | 1. náměstek hejtmana pro dopravu, inovace a informační technologie                        |          |
| Ing. Rostislav Jireš                    | SPD, Trikolora, PRO a Svobodní | SPD                   | Radní kraje pro životní prostředí, zemědělství a vodohospodářství                         |          |
| Mgr. Pavel Káňa                         | SILNÍ LÍDŘI pro kraj           | ODS                   |                                                                                           |          |
| Mgr. Eva Kaprálová, MBA                 | SPD, Trikolora, PRO a Svobodní | PRO                   | Předsedkyně Výboru pro výchovu, vzdělání a zaměstnanost                                   |          |
| Miroslav Kodydek                        | ANO 2011                       | ANO 2011              | Předseda Finančního výboru                                                                |          |
| Petr Koleta                             | ANO 2011                       | ANO 2011              | Hejtman kraje                                                                             |          |
| Marcela Kováčiková                      | Stačilo!                       | KSČM                  |                                                                                           |          |
| Ing. Dana Kracíková                     | SILNÍ LÍDŘI pro kraj           | nestr. za VČ          |                                                                                           |          |
| Mgr. Darina Kricnarová, MBA             | ANO 2011                       | ANO 2011              | Předsedkyně Výboru pro regionální rozvoj                                                  |          |
| Ing. Jan Kříž                           | ANO 2011                       | ANO 2011              | Předseda Zdravotního výboru                                                               |          |
| Ing. Martin Machů                       | SILNÍ LÍDŘI pro kraj           | KDU-ČSL               |                                                                                           |          |
| Ing. Aleš Maloch                        | SILNÍ LÍDŘI pro kraj           | VČ                    |                                                                                           |          |
| MUDr. Jiří Mašek                        | ANO 2011                       | ANO 2011              | Náměstek hejtmana pro zdravotnictví                                                       |          |
| Matěj Novotný                           | SILNÍ LÍDŘI pro kraj           | ODS                   |                                                                                           |          |
| Ing. Zdeněk Praus                       | ANO 2011                       | ANO 2011              | Radní kraje pro majetek a investice                                                       |          |
| Jiří Prokop                             | ANO 2011                       | ANO 2011              | Předseda Výboru pro dopravu                                                               |          |
| PhDr. Petr Sadovský, MBA                | ANO 2011                       | ANO 2011              |                                                                                           |          |
| Vratislav Smutný                        | ANO 2011                       | ANO 2011              |                                                                                           |          |
| Mgr. et Mgr. Pavlína Springerová, Ph.D. | Čtyřkoalice                    | HDK                   |                                                                                           |          |
| Jana Šandová, DiS.                      | ANO 2011                       | ANO 2011              |                                                                                           |          |
| Ing. Vlastimil Šeda                     | ANO 2011                       | ANO 2011              |                                                                                           |          |
| PhDr. Jiří Štěpán, Ph.D.                | Hlas samospráv KHK             | SOCDEM                | Náměstek hejtmana pro regionální rozvoj, evropské granty, dotace, kulturu a cestovní ruch |          |
| Ing. Lubomír Štěpán                     | Stačilo!                       | KSČM                  | Předseda Výboru pro životní prostředí a zemedělství                                       |          |
| Roman Tachas                            | ANO 2011                       | ANO 2011              |                                                                                           |          |
| JUDr. Dita Vávrová                      | SILNÍ LÍDŘI pro kraj           | KDU-ČSL               |                                                                                           |          |